# 108 блаженных польских мучеников

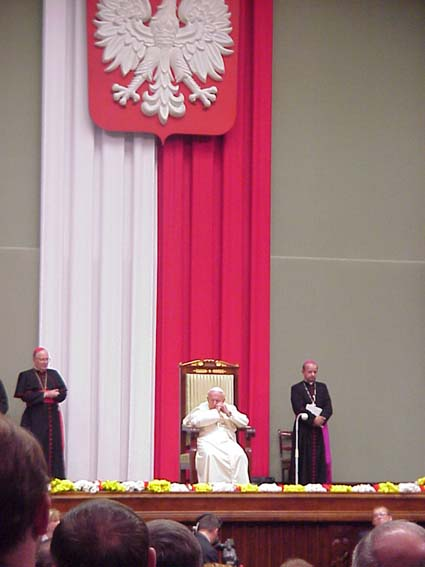
Иоанн Павел II во время своего визита Польши, 1999 год

108 блаженных польских мучеников — наименование группы мучеников, погибших во время Второй мировой войны в период с 1939 по 1945 год и беатифицированных римским папой Иоанном Павлом II во время его посещения Варшавы 13 июня 1999 года.
День памяти в Римско-Католической Церкви — 12 июня.
В Лихене Старом находится часовня блаженных 108 польских мучеников при Базилике Пресвятой Богородицы Лихеньской.

## Список блаженных мучеников
| - Архутовский, Роман (1882 — 1943) — священник - Баевский, Ян Антонин OFMCap (1915 — 1941) — священник, монах - Баргельский, Адам (1903 — 1942) — священник - Бартосик, Людвик Пий OFMConv (1909 — 1941) — священник, монах - Бернацкая, Марианна (1888 — 1943) — мирянка - Бешта-Боровский, Антоний (1880 — 1943) — священник - Бинкевич, Максимилиан (1908 — 1942) — священник - Блондзинский, Владислав CSMA (1908 — 1944) — священник, монах - Богаткевич, Мечислав (1904 — 1942) — священник - Ветманьский, Леон (1886 — 1941) — монах - Возняк, Михал (1875 — 1942) — священник - Войцеховский, Ярогнев (1922 — 1942) — мирянин - Воловская, Казимера CSIC (1897 — 1942) — монахиня - Гжимала, Эдвард (1906 — 1942) — священник - Гетингер, Людвик Рох (1904 — 1941) — священник - Гондек, Кристин OFM (1909 — 1943) — священник, монах - Гораль, Владислав (1898 — 1945) — епископ - Гостыньский, Казимеж (1884 — 1942) — священник - Грелевский, Казимеж (1907 — 1942) — священник - Грелевский, Стефан — священник - Гуз, Иосиф Иннокентий — священник - Гурецкий, Мариан — священник - Глебович, Генрик — священник - Даньковский, Пётр Эдвард — священник - Дахтера, Францишек — священник - Демский, Владислав — священник - Деткенс, Эдвард — священник - Джевецкий, Францишек — священник - Дульный, Тадеуш — мирянин - Дуцкий, Симфориан OFMCap — монах - Енджеевский, Доминик — священник, монах - Жуковский, Пётр Бонифаций OFMConv — монах - Завистовский, Антоний — священник - Заплата, Иосиф CFCI — священник, монах - Земболь, Брунон OFM — монах - Кашира, Ежи МіС — священник, монах - Качоровский, Генрик — мирянин - Казьмерский, Эдвард — мирянин - Кенсы, Францишек — священник - Клиник, Эдвард — мирянин - Ковальский, Иосиф SDB — священник - Ковальская, Мечислава — монахиня - Коморовский, Бронислав — священник - Конопиньский, Мариан — священник - Коплиньский, Аницет Адальберт OFMCap — священник, монах - Костковский, Бронислав — мирянин - Котовская, Алиция Ядвига — монахиня - Кратохвиль, Мария Антонина SSND — монахиня - Кубиста, Станислав SVD — священник, монах - Кубский, Станислав — священник - Кужава, Иосиф — священник - Кут, Иосиф — священник - Кшиштофик, Генрик OFMCap — монах, священник - Ласковский, Влодзимеж — священник | - Лещевич, Антоний MIC — священник - Лигуда, Алоизий SVD — священник - Мазурек, Альфонс Мария OCD — монах - Мачковяк, Владислав — священник - Мзык, Людвиг SVD — монах, священник - Матушевский, Винцент — священник - Мегонь, Владислав — священник - Мончковский, Владислав — священник - Мысаковский, Станислав — священник - Нерыхлевский, Войцех CSMA — священник, монах - Новаковский, Леон — священник - Нововейский, Антоний Юлиан — епископ - Ноишевская, Богумила — монахиня - Ожембловский, Михаил — священник - Опжондек, Мартин — монах - Павловский, Иосиф — священник - Панкевич, Анастасий — священник, монах - Писарский, Зигмунд — священник - Путц, Нарциз — священник - Пухала, Иосиф Ахиллес OFMConv — священник, монах - Пыртек, Станислав — священник - Пяшчиньский, Михаил — священник - Ревера, Антоний — священник - Рогачевский, Францишек — священник - Родзиньская, Мария Юлия OP — монахиня - Росланец, Францишек — священник - Сайна, Зигмунд — священник - Ситко, Роман — священник - Скшипчак, Мариан — священник - Собашек, Алексей — священник - Станек, Иосиф SAC — священник, монах - Старовейский, Станислав Костка — священник - Сташевская, Мария Клеменса OSU — монахиня - Стемпень, Кароль Герман OFMConv — священник, монах - Стемпняк, Флориан OFMCap — монах - Страшевский, Иосиф — мирянин - Стжелецкий, Болеслав — священник - Стрыяс, Францишек — мирянин - Сьвядек, Антоний — священник - Сыкульский, Казимеж — священник - Трояновский, Станислав Тимофей OFMConv — монах - Турхан, Нарциз OFM — священник, монах - Тулашевич, Наталия — мирянка - Хойнацкий, Фиделис OFMCap — монах - Хжан, Ян Непомуцен — священник - Шрамек, Эмиль — священник - Фарон, Целестина — монахиня - Фронцковяк, Гжегож SVD — монах - Цебуля, Иосиф OMI — священник, монах - Чарторыйский, Михаил OP — священник, монах - Чемпель, Иосиф — священник - Юзьвяк, Чеслав — мирянин - Янковский, Иосиф SAC — священник, монах - Янушевский, Гиларий Павел OC — монах, священник |